# Guam nos Jogos Olímpicos de Verão de 2000
Guam participou dos Jogos Olímpicos de Verão de 2000 em Sydney, Austrália.